# Усачёв, Андрей Сергеевич
Андре́й Серге́евич Усачёв (род. 17 марта 1978, Москва) — российский историк, специалист по истории России эпохи Средневековья и раннего Нового времени, источниковедению и историографии. Доктор исторических наук, профессор РГГУ и МГИМО МИД РФ, профессор РАН (2016). Лауреат Макарьевской премии (2011), премии президента РФ для молодых учёных (2013), премии Правительства Москвы молодым учёным (2018).

## Биография
Окончил факультет истории, политологии и права Российского государственного гуманитарного университета (РГГУ, 2001 г.), затем аспирантуру Центра по истории Древней Руси при Институте российской истории РАН.
После защиты кандидатской диссертации (МГУ, 2004 г.) работал в Российской государственной библиотеке (РГБ), последовательно занимая должности научного сотрудника отдела рукописей (2004—2005 гг.), старшего и ведущего научного сотрудника отдела книговедения (2005—2010 гг.). В 2010 году защитил диссертацию на соискание учёной степени доктора исторических наук (тема: «Древнерусская книжность эпохи митрополита Макария: Книга Степенная царского родословия», см. автореферат).
С 2005 года (до 2010 г. — параллельно с деятельностью в РГБ), работает в РГГУ; в настоящее время — профессор кафедры истории и теории исторической науки. С 2014 года также профессор Московского государственного института международных отношений, кафедра всемирной и отечественной истории. В 2016 году, в числе 493 видных российских учёных моложе 50 лет, был избран профессором РАН.

## Научная деятельность

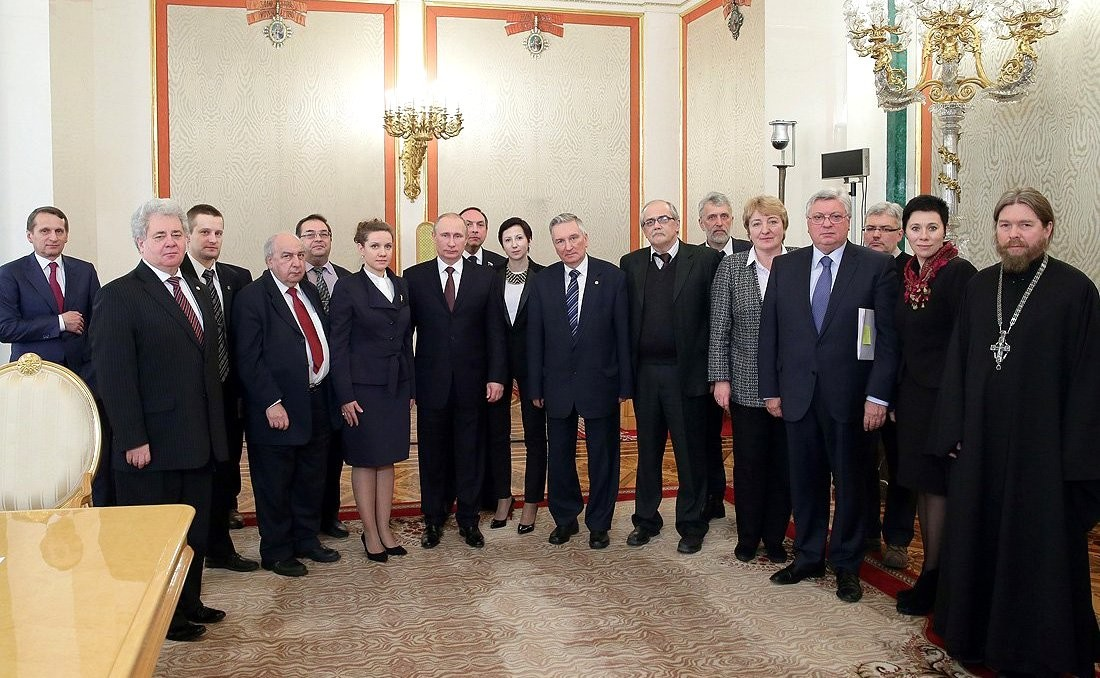
Встреча Президента РФ с историками (2014 г.). Усачёв — третий слева.

А. С. Усачёв — автор двух индивидуальных монографий, а также более 250 других публикаций по истории России эпохи Средневековья и раннего Нового времени, источниковедению и историографии. В научных трудах особое внимание уделено памятникам древнерусской литературы, рукописной книге и истории Русской церкви.
Руководитель ряда научных проектов, поддержанных РГНФ, Агиографическим советом при Патриархе Московском и всея Руси, Минобрнауки РФ, Советом по грантам Президента РФ для поддержки молодых российских учёных и ведущих научных школ, РФФИ и РНФ.

## Основные работы
книги
- Степенная книга и древнерусская книжность времени митрополита Макария. М.; СПб., 2009. 760 с. (тираж 1000 экз.)
- Книгописание в России XVI века: по материалам датированных выходных записей. Т. 1. М.; СПб., 2018. 472 с.: табл., карты. (тираж 300 экз.)
- Книгописание в России XVI века: по материалам датированных выходных записей. Т. 2. М.; СПб., 2018. 528 с.: ил. (тираж 300 экз.)

Статьи
- «Третий Рим» или «Третий Киев»? (Московское царство XVI века в восприятии современников) // Общественные науки и современность. 2012. № 1. С. 69-87.
- Волоколамский инок Кассиан Босой (ок. 1439—1532 гг.) и его современники // Древняя Русь. Вопросы медиевистики. 2012. № 2(48). С. 61-74.
- Российские историки и зарубежные журналы: некоторые размышления специалиста по истории России // Новый исторический вестник. 2013. № 1(35). С. 69-83.
- «Старость глубокая» в XIV—XVI вв.: демографические реалии и их восприятие современниками (на материале письменных источников) // Древняя Русь. Вопросы медиевистики. 2014. № 1 (55). С. 58-68.
- Был ли конфликт Ивана IV с рязанской кафедрой в 1569 г.? // Российская история. 2016. № 5. С. 66-81.
- О возможных причинах начала книгопечатания в России: предварительные замечания // Canadian-American Slavic Studies. 2017. Vol. 51, № 2-3. P. 229—247.
- Почему закончилась «волоколамская гегемония» в Русской церкви XVI в.? // Российская история. 2017. № 5. С. 97-113.
- Состав заказчиков рукописных книг XVI в. и проблемы формирования русской военно-служилой элиты // Древняя Русь. Вопросы медиевистики. 2019. № 3(77). С. 70-89.
- Книгописание и проблемы социально-экономического развития России в XVI в. // Российская история. 2019. № 6. С. 180—201.
- А. Н. Насонов, Д. М. Петрушевский и отечественная медиевистика в 20-30-е годы XX века // Средние века. 2020. Т. 81(4). С. 56-86.
- Писцы рукописных книг и внутренние миграции в России XVI века // Труды ОИФН РАН. 2020. М., 2021. Т. 10. С. 146—197.
- Епископат и военно-служилая знать в России XVI в. // Российская история. 2022. № 4. С. 3–17.

Составитель и редактор
- Проблемы российской историографии середины XIX — начала XXI в.: сборник трудов молодых ученых / отв. ред. А. С. Усачёв. М.; СПб.: Альянс-Архео, 2012. 360 с.

## Научно-организационная деятельность
А. С. Усачёв входит в состав редколлегий продолжающегося сборника «Средневековая Русь» (с 2008) и серии «Памятники исторической мысли» (с 2016). С 2015 года был членом редколлегии журнала «Вестник РГГУ» (серия «История. Филология. Культурология. Востоковедение»).
Занимается разработкой справочно-информационного ресурса «Россия в средние века и раннее Новое время».
Член редакционной коллегии альманаха «Средневековая Русь». 
Член редколлегии серии «Памятники исторической мысли».
Состоит в диссоветах РГГУ по историческим наукам Д 212.198.03, Д 212.198.06 и Д 212.198.07 (с 2013), являлся членом рабочей группы по совершенствованию государственной системы аттестации научных и научно-педагогических работников при Минобрнауки РФ (с 2013 по 2015).
Входил в жюри финального этапа Всероссийской олимпиады школьников по истории (с 2010 по 2017).
Член Экспертного совета ВАК РФ по истории (с 2019).
Член Государственной экзаменационной комиссии по выпуску аспирантов по направленности «Отечественная история» (07.00.02) Исторического факультета МГУ имени М. В. Ломоносова.

## Признание и награды

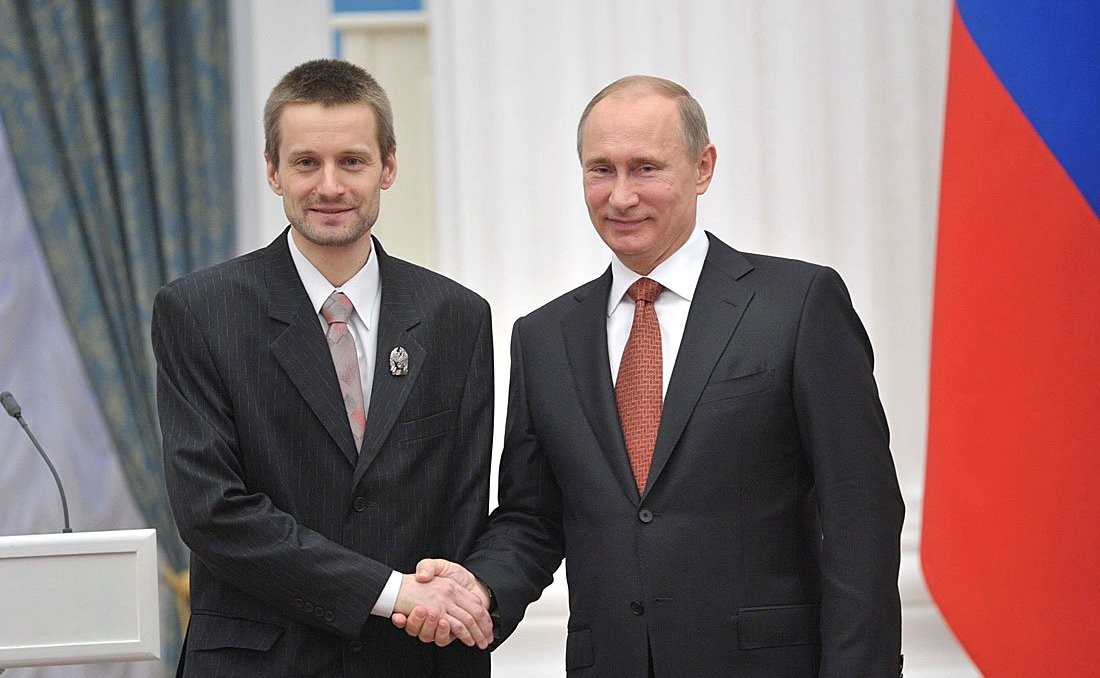
А. С. Усачёв (слева) принимает поздравления В. В. Путина с присуждением премии Президента РФ.

Научная деятельность А. С. Усачёва отмечена рядом наград и премий. Он является
- обладателем медали Минобразования РФ «За лучшую научную студенческую работу» (2001 г.);
- лауреатом Всероссийского конкурса научных работ по библиотековедению, библиографии и книговедению за 2009—2010 гг. в номинации «Лучшая научная работа в области смежных наук, имеющая значение для развития библиотечного дела» (2010 г.)[8];
- лауреатом молодёжной премии памяти митрополита московского и коломенского Макария (Булгакова) в номинации «История России» (2011 г.);
- лауреатом премии Президента РФ в области науки и инноваций для молодых ученых «за вклад в изучение древнерусской книжности XVI века» (за 2012 г.; вручение в 2013 г.)[9];
- лауреатом премии Правительства Москвы молодым ученым (за 2018 г.; вручение в 2019 г.)[10];
- носителем почётного учёного звания «Профессор РАН» (2016 г.).
- Золотая медаль имени С.М. Соловьева (РАН, 21 мая 2024) — за монографию «Книгописание в России XVI века: по материалам датированных выходных записей. Т. 1-2»